# 戈洛文卡
50°9′13″N 28°32′38″E / 50.15361°N 28.54389°E
霍洛文卡（烏克蘭語：Головенка），是烏克蘭中部的村落，隸屬日托米爾州日托米爾區，處於格尼洛皮亞季河畔，面積0.86平方公里，海拔高度214米，2001年人口614，人口密度每平方公里713.95人。